# فولفغانغ كايزر
فولفغانغ كايزر (بالألمانية: Wolfgang Kaiser)‏ هو فيزيائي ألماني، ولد في 17 يوليو 1925 في نورنبرغ في ألمانيا.